# جو والتر
جو والتر (بالإنجليزية: Joe Walter)‏ (16 أغسطس 1895 - 23 مايو 1995 ببرستل في المملكة المتحدة) هو لاعب كرة قدم بريطاني (وحمل سابقاً جنسية المملكة المتحدة لبريطانيا العظمى وأيرلندا) في مركز الوسط. لعب مع بلاكبيرن روفرز ونادي بريستول روفيرز وهدرسفيلد تاون ونادي باث سيتي.